# Saint-Étienne-lès-Remiremont
Saint-Étienne-lès-Remiremont – miejscowość i gmina we Francji, w departamencie Wogezy, w regionie Lotaryngia. Według danych na rok 2006 gminę zamieszkiwało 3919 osób.